# Olympische Winterspiele 2002/Eishockey (Herren)/Qualifikation
Die Qualifikation zum olympischen Eishockeyturnier der Herren 2002 wurde zwischen September 1999 und Februar 2001 ausgetragen. Zuvor hatten sich bereits acht der 14 Teilnehmer durch ihre Platzierungen bei den Olympischen Winterspielen 1998 in Nagano und der A-Weltmeisterschaft 1999 direkt qualifiziert und mussten kein weiteres Qualifikationsturnier ausspielen. Die sechs verbleibenden Plätze wurden in einem mehrstufigen System ausgespielt und schließlich von den Nationalmannschaften Deutschlands, Frankreichs, Lettlands, Österreichs, Belarus’ und der Ukraine gewonnen. Die japanische, italienische und kasachische Nationalmannschaft, die bei den Spielen vor vier Jahren noch allesamt vertreten waren, verpassten hingegen die Qualifikation.

## Direkte Qualifikation
Für das Turnier qualifizierten sich die ersten sechs Nationen der Olympischen Winterspiele 1998 in Nagano direkt. Dazu kamen bei der A-Weltmeisterschaft 1999 die beiden bestplatzierten Mannschaften, die nicht bereits durch die Olympischen Winterspiele qualifiziert waren:
| Rang | Land               | WM-Gruppe |
| ---- | ------------------ | --------- |
| 1    | Tschechien         | A         |
| 2    | Russland           | A         |
| 3    | Finnland           | A         |
| 4    | Kanada             | A         |
| 5    | Schweden           | A         |
| 6    | Vereinigte Staaten | A         |
| 7    | Slowakei           | A         |
| 8    | Schweiz            | A         |
| 9    | Belarus            | A         |
| 10   | Österreich         | A         |
| 11   | Lettland           | A         |
| 12   | Norwegen           | A         |
| 13   | Italien            | A         |
| 14   | Ukraine            | A         |
| 15   | Frankreich         | A         |
| 16   | Japan              | A         |
| 17   | Dänemark           | B         |
| 18   | Großbritannien     | B         |
| 19   | Kasachstan         | B         |
| 20   | Deutschland        | B         |

## Modus
Die Nationalmannschaften ab dem neunten Rang der Weltmeisterschaft 1999 spielten zwischen September 1999 und Februar 2001 die sechs verbleibenden Plätze in Qualifikationsturnieren aus. Insgesamt meldeten 22 Länder für die sechs Turniere und zwei Vorqualifikationsduelle.
An den regionalen Vorqualifikationsspielen in Asien und Europa nahmen insgesamt vier Mannschaften teil. Die beiden Sieger der Duelle erreichten die Vorqualifikation, wo sie auf die 14 Mannschaften trafen, die bei den Weltmeisterschaften 1999 die Ränge 13 bis 27 belegt hatten. Die einzige Ausnahme war Japan, dass den Weg über die regionale Vorqualifikation in Asien gehen musste. Schlussendlich bestand das Teilnehmerfeld der ersten Runde aus vier A-, den acht B- und vier C-Weltmeisterschaftsteilnehmern, die in vier Gruppen à vier Mannschaften aufgeteilt wurden und eine Einfachrunde absolvierten.
Die vier Gruppensieger der ersten Runde erreichten die finale Qualifikationsrunde und trafen dort auf die vier Mannschaften, die bei der A-Weltmeisterschaft 1999 den neunten bis zwölften Rang belegt hatten. Erneut wurde zwei Vierergruppen eine Einfachrunde gespielt, aus denen sich jeweils die drei Erstplatzierten für das Olympiaturnier qualifizierten.

## Regionale Vorqualifikation
Die Vorqualifikationsspiele fanden zwischen September und Dezember 1999 sowohl in Europa als auch in Asien statt. Dort wurden die beiden verbliebenen freien Plätze in der ersten Qualifikationsrunde vergeben.

### Asien
Im Rahmen der Fernost-Qualifikation für die Weltmeisterschaft 2000 im japanischen Aomori wurde das Spiel zwischen Gastgeber Japan und der Volksrepublik China am 5. September 1999 zusätzlich als Qualifikationsspiel für die erste Qualifikationsrunde der Olympischen Winterspiele gewertet. Dabei setzte sich Japan deutlich mit 5:0 durch und wurde anschließend als fünftbestes der qualifizierten Erstrundenteams in die Gruppe 4 gesetzt.

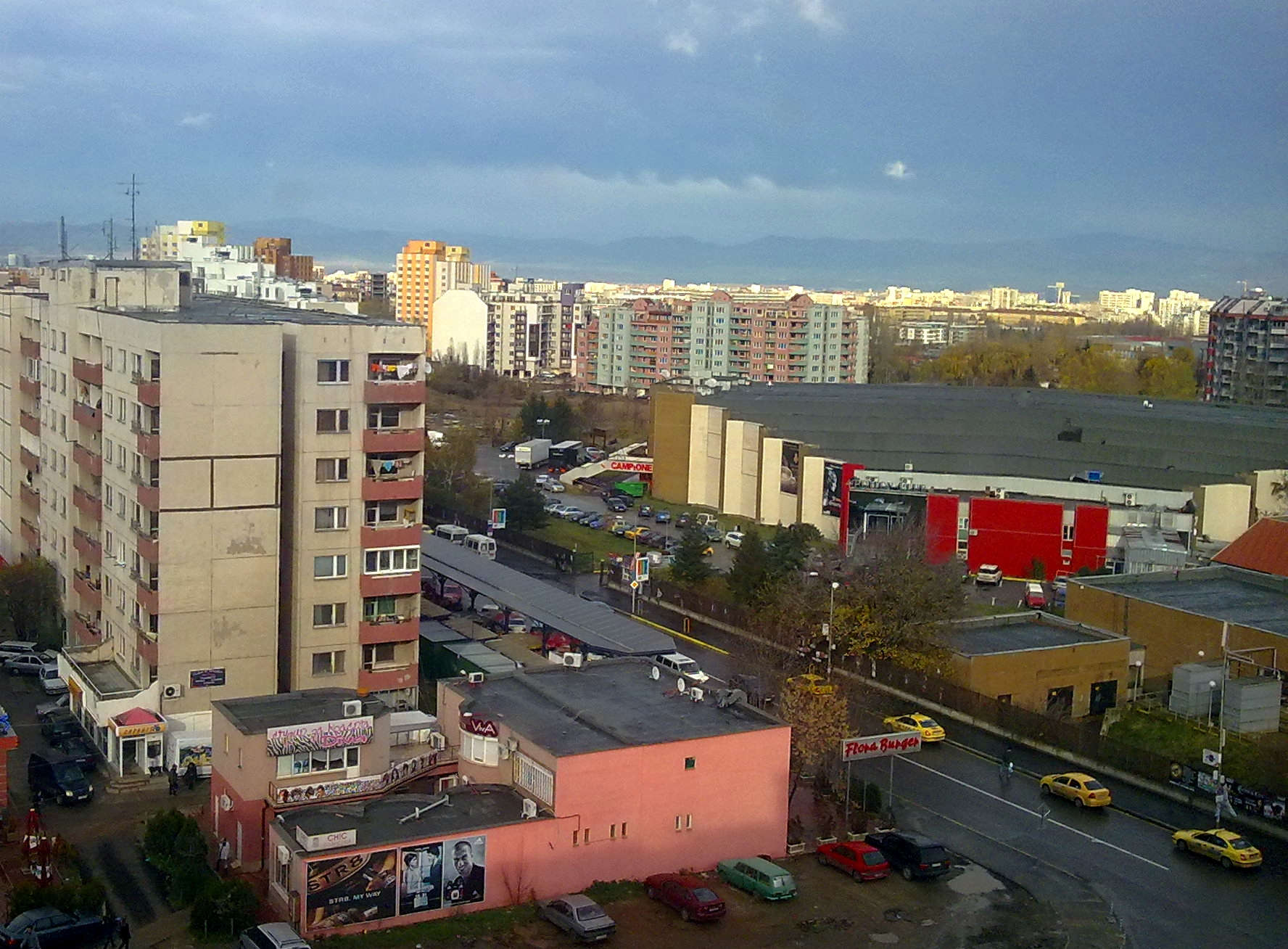
Blick auf den Wintersportpalast in Sofia (rechts)

| 5. September 1999 | Japan | 5:0 (2:0, 2:0, 1:0) | Volksrepublik China | City Sports Complex, Aomori Zuschauer: 1.550 |

### Europa
Da Jugoslawien aufgrund der Kosovo-Krise 1999 von der Weltmeisterschaft ausgeschlossen worden war, die Boykott-Maßnahmen mittlerweile aber wieder aufgehoben worden waren und Kroatien es versäumt hatte, eine Mannschaft für die Qualifikation zu melden, fanden im Vorfeld der ersten Qualifikationsrunde im Dezember 1999 zwei Ausscheidungsspiele zwischen Jugoslawien und Bulgarien, dem schwächsten gemeldeten Team der C-Gruppe, in der bulgarischen Hauptstadt Sofia statt.
Jugoslawien konnte beide Spiele im 4.600 Zuschauer fassenden Wintersportpalast Sofia mit einem Gesamtresultat von 14:10 für sich entscheiden und erreichte damit die Vorqualifikation, wo es als schlechtestes Team der Setzliste in die Gruppe 1 gruppiert wurde.
| 11. Dezember 1999 | Bulgarien | 6:7 (2:0, 2:3, 2:4) | BR Jugoslawien | Wintersportpalast, Sofia |

| 12. Dezember 1999 | Bulgarien | 4:7 (2:1, 1:3, 1:3) | Jugoslawien | Wintersportpalast, Sofia |

## Vorqualifikation
Die Vorqualifikation fand vom 10. bis 13. Februar 2000 statt. Dabei fungierten die Mannschaften, die die Weltmeisterschaften 1999 auf den Plätzen 13 bis 15 sowie 1 abgeschlossen hatten – Japan hatte sich als 16. der A-Weltmeisterschaft erst über die Asien-Qualifikation für das 16-köpfige Teilnehmerfeld qualifiziert – als Gruppenköpfe. Dies waren Italien, Frankreich, die Ukraine und Dänemark. Als Ausrichter fungierten hingegen Slowenien und Estland mit den Hauptstädten Ljubljana und Tallinn, das polnische Danzig sowie Dänemark mit den Städten Odense und Rødovre. Dänemark war damit als einziger Gruppenkopf auch Ausrichter eines Turniers.
Der jeweilige Sieger jeder Gruppe qualifizierte sich schließlich für die Qualifikationsendrunde.

### Gruppe 1
Die Spiele der Gruppe 1 wurden in der Hala Tivoli in der slowenischen Hauptstadt Ljubljana, der 4.500 Zuschauer fassenden Heimspielstätte des HDD Olimpija Ljubljana aus der Slovenska hokejska liga, ausgetragen.
In der Gruppe 1 trafen die drei gesetzten Mannschaften aus Italien, Deutschland und Slowenien auf den Qualifikanten aus Jugoslawien. Italien ging dabei – als topgesetzte Mannschaft der ersten Runde aufgrund ihrer Platzierung bei der Weltmeisterschaft im Vorjahr – als klarer Favorit ins Turnier, während Deutschland, deren Nationalteam sich seit der verpassten Qualifikation zur A-Weltmeisterschaft 1999 in der Krise befand, nur Außenseiterchancen eingeräumt wurden. An den ersten beiden Turniertagen gab sich Italien keine Blöße und stand nach deutlichen Siegen über Gastgeber Slowenien und Jugoslawien mit einem Torverhältnis von 20:0 an der Tabellenspitze. Deutschland hatte währenddessen seine Chancen gewahrt und ebenfalls beide Mannschaften besiegt. Aufgrund des schlechteren Torverhältnisses von 19:2 im Vergleich zu den Italienern war im abschließenden Turnierspiel aber ein Sieg im direkten Vergleich nötig, während Italien ein Remis zum Erreichen der zweiten Runde ausreichte. Nach der frühen deutschen Führung konnten die favorisierten Italiener im Schlussdrittel den Ausgleich erzielen und sahen bis acht Sekunden vor Spielende wie der Turniersieger aus, ehe Deutschland acht Sekunden vor der Schlusssirene den Siegtreffer erzielte und sich damit als Gruppenerster für die zweite Runde qualifizierte.
In der Scorerwertung lagen am Turnierende der Italiener Maurizio Mansi und der Slowene Tomaž Vnuk mit je sechs Scorerpunkten in Front, darunter befanden sich bei beiden zwei Tore. Der Deutsche Tino Boos und der Slowene Ivo Jan waren mit jeweils vier Toren, die sie allesamt in einer Partie erzielten, die besten Torschützen des Turniers. Insgesamt besuchten 8.193 Zuschauer die sechs Qualifikationsspiele, was einem Schnitt von 1.365 pro Spiel entspricht.
| 10. Februar 2000 15:30 Uhr (Ortszeit) | Deutschland L. Soccio (5:27) J. Benda (7:17) T. Boos (13:16) J. Molling (14:18) T. Boos (15:40) T. Boos (22:30) T. Boos (23:16) J. Benda (23:40) T. Abstreiter (35:29) T. Dolak (36:40) J. Rumrich (42:54) G. Zajankala (43:17) F. Brännström (48:57) K. Kathan (55:34) | 14:0 (5:0, 5:0, 4:0) Spielbericht | Jugoslawien | Hala Tivoli, Ljubljana Zuschauer: 253 |

| 10. Februar 2000 19:30 Uhr | Slowenien | 0:7 (0:1, 0:2, 0:4) | Italien D. Felicetti (19:05) C. Biafore (24:35) V. Sacratini (39:34) M. Mansi (46:07) M. Chitaroni (49:27) S. Margoni (52:53) A. Iob (59:33) | Hala Tivoli, Ljubljana Zuschauer: 3.200 |

| 12. Februar 2000 15:30 Uhr | Italien R. Ramoser (2:57) R. Ramoser (7:05) R. Ramoser (7:47) M. De Angelis (13:54) A. Chelodi (18:56) V. Sacratini (25:06) F. Fontanive (28:33) A. Iob (34:54) M. Mansi (37:06) M. Chitaroni (37:16) C. Biafore (41:33) L. Topatigh (51:48) G. Comploi (52:50) | 13:0 (5:0, 5:0, 3:0) | Jugoslawien | Hala Tivoli, Ljubljana Zuschauer: 315 |

| 12. Februar 2000 19:30 Uhr | Deutschland C. Straube (3:04) T. Abstreiter (25:37) J. Rumrich (43:19) J. Rumrich (46:52) T. Dolak (53:03) | 5:2 (1:0, 1:2, 3:0) Spielbericht | Slowenien T. Vnuk (28:25) N. Zupančič (34:49) | Hala Tivoli, Ljubljana Zuschauer: 2.800 |

| 13. Februar 2000 15:30 Uhr | Jugoslawien | 0:11 (0:1, 0:4, 0:6) | Slowenien I. Jan (15:59) B. Kunčič (22:16) I. Jan (23:22) I. Jan (34:15) T. Vnuk (37:19) M. Šivic (41:15) M. Šivic (49:49) P. Rožič (50:18) J. Vnuk (51:27) M. Cerar (53:08) I. Jan (54:29) | Hala Tivoli, Ljubljana Zuschauer: 652 |

| 13. Februar 2000 19:30 Uhr | Italien G. Busillo (47:25) | 1:2 (0:1, 0:0, 1:1) Spielbericht | Deutschland F. Brännström (2:16) M. Lüdemann (59:52) | Hala Tivoli, Ljubljana Zuschauer: 973 |

| Pl. |                | Sp | S | U | N | Tore  | Punkte |
| 1.  | Deutschland    | 3  | 3 | 0 | 0 | 21:03 | 6:0    |
| 2.  | Italien        | 3  | 2 | 0 | 1 | 21:02 | 4:2    |
| 3.  | Slowenien      | 3  | 1 | 0 | 2 | 13:12 | 2:4    |
| 4.  | BR Jugoslawien | 3  | 0 | 0 | 3 | 00:38 | 0:6    |

Abkürzungen: Pl. = Platz, Sp = Spiele, S = Siege, U = Unentschieden, N = Niederlagen

Erläuterungen: Qualifikant für die zweite Runde

### Gruppe 2
Das Qualifikationsturnier der Gruppe 2 fand in der estnischen Hauptstadt Tallinn statt. Dort diente die neu erbaute Haabersti Jäähall mit einer Zuschauerkapazität von 750 Plätzen als Austragungsort der sechs Turnierspiele.
Neben den estnischen Gastgebern nahmen mit Kasachstan und Litauen zwei weitere Nationalmannschaften der B- und C-Weltmeisterschaft aus Osteuropa teil. Hinzu kam mit der Ukraine eine weitere ehemalige Sowjetrepublik, die allerdings der A-Weltmeisterschaft angehörte und somit Favorit auf den Turniersieg war. Gleich am ersten Spieltag untermauerten die Ukraine und Kasachstan ihre Ambitionen und siegten deutlich gegen die beiden baltischen Staaten. Die Hoffnungen Kasachstans erlitten am zweiten Turniertag jedoch einen Rückschlag, als sie überraschend Estland unterlagen. Währenddessen gewann die Ukraine auch ihr zweites Spiel, wodurch die Kasachen letztlich einen Sieg mit vier Toren Differenz im direkten Duell am Schlusstag benötigten. Estland hatte aufgrund des schlechten Torverhältnisses in den Direktduellen keine Chancen mehr auf ein Erreichen der zweiten Runde. Kasachstan besiegte die Ukraine schließlich, der 5:3-Sieg fiel jedoch um zwei Tore zu niedrig aus, wodurch das ukrainische Team die nächste Qualifikationsrunde erreichte. Es wies im Vergleich der drei punktgleichen Mannschaften die beste Tordifferenz auf.
| 10. Februar 2000 15:00 Uhr (Ortszeit) | Kasachstan | 13:2 (1:1, 7:0, 5:1) | Litauen | Haabersti Jäähall, Tallinn |

| 10. Februar 2000 19:00 Uhr | Estland | 0:5 (0:2, 0:2, 0:1) | Ukraine | Haabersti Jäähall, Tallinn |

| 11. Februar 2000 15:00 Uhr | Ukraine | 3:1 (1:0, 1:0, 1:1) | Litauen | Haabersti Jäähall, Tallinn |

| 11. Februar 2000 19:00 Uhr | Kasachstan | 2:4 (1:0, 0:2, 1:2) | Estland | Haabersti Jäähall, Tallinn |

| 13. Februar 2000 12:00 Uhr | Ukraine | 3:5 (0:2, 2:1, 1:2) | Kasachstan | Haabersti Jäähall, Tallinn |

| 13. Februar 2000 16:00 Uhr | Litauen | 2:9 (1:6, 1:2, 0:1) | Estland | Haabersti Jäähall, Tallinn |

| Pl. |            | Sp | S | U | N | Tore  | Punkte |
| 1.  | Ukraine    | 3  | 2 | 0 | 1 | 11:06 | 4:2    |
| 2.  | Kasachstan | 3  | 2 | 0 | 1 | 20:09 | 4:2    |
| 3.  | Estland    | 3  | 2 | 0 | 1 | 13:09 | 4:2    |
| 4.  | Litauen    | 3  | 0 | 0 | 3 | 05:25 | 0:6    |

Abkürzungen: Pl. = Platz, Sp = Spiele, S = Siege, U = Unentschieden, N = Niederlagen

Erläuterungen: Qualifikant für die zweite Runde

### Gruppe 3
Das Turnier der Gruppe 3 wurde in der polnischen Küstenstadt Danzig ausgetragen, wo die 5.000 Zuschauer fassende Hala Olivia als Austragungsort der Qualifikationsspiele diente.
An der Qualifikationsgruppe nahm Frankreich als einziger Teilnehmer der A-Weltmeisterschaft teil. Hinzu kamen mit Großbritannien, Polen und Rumänien drei Mannschaften aus der B- und C-Weltmeisterschaft. Die favorisierten Franzosen setzten sich nach den ersten beiden Turniertagen und deutlichen Siegen über Polen und Rumänien an die Tabellenspitze. Dabei profitierten sie auch vom Sieg der polnischen Gastgeber über die mit Außenseiterchancen ins Turnier gegangenen Briten am zweiten Spieltag. Frankreich reichte somit rein rechnerisch ein Unentschieden im direkten Vergleich mit der britischen Mannschaft, gewann aber – wenn auch knapp – mit 5:4 und buchte damit souverän das Ticket für die zweite Qualifikationsrunde im Februar 2001.
| 10. Februar 2000 16:00 Uhr (Ortszeit) | Großbritannien | 4:0 (2:0, 2:0, 0:0) | Rumänien | Hala Olivia, Danzig |

| 10. Februar 2000 20:00 Uhr | Polen | 2:5 (0:1, 2:3, 0:1) | Frankreich | Hala Olivia, Danzig |

| 11. Februar 2000 16:00 Uhr | Frankreich | 9:1 (3:1, 3:0, 3:0) | Rumänien | Hala Olivia, Danzig |

| 11. Februar 2000 20:00 Uhr | Großbritannien | 2:4 (0:1, 1:2, 1:1) | Polen | Hala Olivia, Danzig |

| 13. Februar 2000 15:00 Uhr | Frankreich | 5:4 (1:1, 4:2, 0:1) | Großbritannien | Hala Olivia, Danzig |

| 13. Februar 2000 19:00 Uhr | Rumänien | 2:11 (2:1, 0:5, 0:5) | Polen | Hala Olivia, Danzig |

| Pl. |                | Sp | S | U | N | Tore  | Punkte |
| 1.  | Frankreich     | 3  | 3 | 0 | 0 | 19:07 | 6:0    |
| 2.  | Polen          | 3  | 2 | 0 | 1 | 17:09 | 4:2    |
| 3.  | Großbritannien | 3  | 1 | 0 | 2 | 10:09 | 2:4    |
| 4.  | Rumänien       | 3  | 0 | 0 | 3 | 03:24 | 0:6    |

Abkürzungen: Pl. = Platz, Sp = Spiele, S = Siege, U = Unentschieden, N = Niederlagen

Erläuterungen: Qualifikant für die zweite Runde

### Gruppe 4
Die Qualifikationsspiele der Gruppe 4 wurden im dänischen Rødovre, einem Vorort der Hauptstadt Kopenhagen, sowie im 160 Kilometer entfernten Odense ausgetragen. Beide Spielorte waren im Vorjahr Veranstaltungsort der B-Weltmeisterschaft 1999 gewesen. Die Spielstätten waren die Rødovre Skøjte Arena mit 3.600 Plätzen und das Odense Isstadion, in dem jeweils eine Partie am ersten und dritten Turniertag ausgetragen wurde, mit einem Fassungsvermögen von 3.280 Zuschauern.
Die Gruppe 4 mit B-Weltmeister und Gastgeber Dänemark sowie Asien-Qualifikant und A-WM-Teilnehmer Japan war in der Spitze die ausgeglichenste Gruppe, während Ungarn und den Niederlanden aus B- und C-Weltmeisterschaft nur geringe Chancen eingeräumt wurden. Sowohl Dänemark als auch Japan hielten sich mit Siegen an den ersten beiden Spieltagen jeweils schadlos. Dennoch stand Japan vor dem letzten und entscheidenden Gruppenspiel gegen die Dänen aufgrund des besseren Torverhältnisses an der Tabellenspitze. Die Gastgeber benötigten somit einen Sieg über die Asiaten, der nach zwischenzeitlichen Führungen von 2:0 und 3:1 möglich war. Kurz nach Beginn des Schlussabschnitts glichen die Japaner die Partie jedoch aus. Dänemark erzielte daraufhin aber vier Tore in etwa 13 Minuten und sicherte sich schließlich einen der vier freien Plätze in der zweiten Qualifikationsrunde.
| 10. Februar 2000 19:00 Uhr (Ortszeit) | Japan | 7:1 (4:0, 2:1, 1:0) | Ungarn | Rødovre Skøjte Arena, Rødovre |

| 10. Februar 2000 19:00 Uhr | Niederlande D. Livingston (1:37) | 1:3 (1:2, 0:0, 0:1) Spielbericht | Dänemark K. Staal (14:46) R. Larsen (16:11) J. Nielsen (52:51) | Odense Isstadion, Odense Zuschauer: 2.583 |

| 12. Februar 2000 14:00 Uhr | Dänemark B. Nordby Andersen (12:05) J. Nielsen (18:39) R. Larsen (19:29) B. Nordby Andersen (30:06) M. Green (50:12) B. Nordby Andersen (52:46) | 6:3 (3:1, 1:0, 2:2) Spielbericht | Ungarn L. Orsó (1:28) L. Orsó (54:42) B. Ladányi (58:08) | Rødovre Skøjte Arena, Rødovre Zuschauer: 1.000 |

| 12. Februar 2000 17:30 Uhr | Japan | 5:3 (2:1, 2:0, 1:2) | Niederlande | Rødovre Skøjte Arena, Rødovre |

| 13. Februar 2000 15:30 Uhr | Ungarn | 1:5 (0:3, 0:1, 1:1) | Niederlande | Odense Isstadion, Odense |

| 13. Februar 2000 15:30 Uhr | Dänemark M. Green (3:30) J. Nielsen (16:11) R. Larsen (27:08) M. Grey (44:21) K. Staal (50:18) M. True (51:24) K. Staal (57:29) | 7:3 (2:1, 1:1, 4:1) Spielbericht | Japan C. Yule (14:44) Y. Kabayama (37:00) T. Yamanaka (43:51) | Rødovre Skøjte Arena, Rødovre Zuschauer: 2.793 |

| Pl. |             | Sp | S | U | N | Tore  | Punkte |
| 1.  | Dänemark    | 3  | 3 | 0 | 0 | 16:07 | 6:0    |
| 2.  | Japan       | 3  | 2 | 0 | 1 | 15:11 | 4:2    |
| 3.  | Niederlande | 3  | 1 | 0 | 2 | 09:09 | 2:4    |
| 4.  | Ungarn      | 3  | 0 | 0 | 3 | 05:18 | 0:6    |

Abkürzungen: Pl. = Platz, Sp = Spiele, S = Siege, U = Unentschieden, N = Niederlagen

Erläuterungen: Qualifikant für die zweite Runde

## Qualifikationsendrunde
Die Qualifikationsendrunde fand vom 8. bis 11. Februar 2001 statt. Während die belarussische Mannschaft und Österreich – als Neunter und Zehnter der A-Weltmeisterschaft 1999 – als Gruppenköpfe der beiden Turniere dienten, nutzten die Österreicher ihr daraus resultierendes Heimrecht und richteten das Turnier der Gruppe B in Klagenfurt am Wörthersee aus. Das Turnier der Gruppe A wurde an Norwegen vergeben, wo in der Hauptstadt Oslo in zwei Hallen gespielt wurde. Das vom Österreichischen Eishockeyverband ausgerichtete Turnier fand im Stadthalle Klagenfurt statt, während in Oslo das Jordal Amfi und Furuset Forum als Spielstätten dienten.
Die jeweils ersten drei Mannschaften jeder Gruppe qualifizierten sich schließlich für das olympische Eishockeyturnier.

### Gruppe A
Die Spiele der Gruppe A wurden im Jordal Amfi in der norwegischen Hauptstadt Oslo, der 5.000 Zuschauer fassenden Heimspielstätte von Vålerenga Ishockey aus der Eliteserien, ausgetragen. Lediglich eine Partie am Schlusstag wurde im benachbarten Furuset Forum mit einer Kapazität von 2.050 Plätzen absolviert.
In der Gruppe A trafen die beiden gesetzten Mannschaften aus Belarus und Norwegen auf die beiden Qualifikanten Deutschland und die Ukraine. Bereits am ersten Spieltag konnte Deutschland, das als einziges Team bei der Weltmeisterschaft im Vorjahr der B-Gruppe angehört hatte, mit einem 6:4-Sieg über Gastgeber Norwegen einen ersten Schritt in erfolgreiche Qualifikation machen. Gleichzeitig trennten sich die beiden osteuropäischen Gruppenteilnehmer mit einem 2:2-Remis. Bereits am zweiten Spieltag buchten sowohl die Ukraine als auch Deutschland durch weitere Punktgewinne ihre Olympiatickets. Das Direktduell der beiden Teams am Schlusstag, das die Deutschen mit 3:1 gewannen, war damit ohne sportlichen Wert. Über den dritten und letzten Qualifikationsplatz wurde schließlich im Aufeinandertreffen zwischen Norwegen und Belarus entschieden, wobei die Gastgeber nach zwei Niederlagen zum Auftakt nur mit einem Sieg die Qualifikation schaffen konnten, während die Belarussen nach zwei Unentschieden noch ungeschlagen waren. Nach torlosem ersten Drittel konnte Belarus zu Beginn des Mittelabschnitts ein 4:0 herausschießen, das die Grundlage für den späteren 7:3-Sieg und die erfolgreiche Qualifikation für Salt Lake City bedeutete.
In der Scorerwertung lag am Turnierende der Deutsche Klaus Kathan mit sieben Scorerpunkten in Front. Ebenso viele Scorerpunkte erreichte auch sein Mannschaftskollege Len Soccio. Kathan war mit vier Toren auch der beste Torschütze des Turniers. Insgesamt besuchten 8.439 Zuschauer die sechs Qualifikationsspiele, was einem Schnitt von 1.406 pro Spiel entspricht.
| 8. Februar 2001 16:00 Uhr (Ortszeit) | Ukraine W. Schachrajtschuk (6:49) W. Schachrajtschuk (45:22) | 2:2 (1:2, 0:0, 1:0) | Belarus A. Skabelka (0:29) A. Antonenka (1:40) | Jordal Amfi, Oslo Zuschauer: 460 |

| 8. Februar 2001 20:00 Uhr | Norwegen P.-Å. Skrøder (20:19) P. Johnsen (30:58) M. Ask (44:53) M. Ask (47:38) | 4:6 (0:0, 2:2, 2:4) Spielbericht | Deutschland K. Kathan (23:14) A. Loth (35:26) K. Kathan (41:03) L. Soccio (48:27) K. Kathan (54:01) K. Kathan (59:21) | Jordal Amfi, Oslo Zuschauer: 2.845 |

| 10. Februar 2001 13:30 Uhr | Norwegen P.-Å. Skrøder (28:22) | 1:5 (0:1, 1:2, 0:2) | Ukraine O. Matwijtschuk (1:49) D. Markowskyj (32:00) W. Schyrjajew (32:35) W. Schyrjajew (45:58) O. Synkow (46:45) | Jordal Amfi, Oslo Zuschauer: 2.522 |

| 10. Februar 2001 18:30 Uhr | Belarus A. Andryjeuski (8:58) | 1:1 (1:1, 0:0, 0:0) Spielbericht | Deutschland F. Brännström (10:24) | Jordal Amfi, Oslo Zuschauer: 510 |

| 11. Februar 2001 14:45 Uhr | Deutschland F. Brännström (10:26) L. Soccio (19:10) M. Lüdemann (30:27) | 3:1 (2:1, 1:0, 0:0) Spielbericht | Ukraine K. Kasjantschuk (9:35) | Furuset Forum, Oslo Zuschauer: 317 |

| 11. Februar 2001 15:30 Uhr | Belarus D. Staraszenka (21:09) K. Kalzou (23:22) A. Antonenka (25:11) A. Chmyl (27:11) W. Karatschun (43:39) K. Kalzou (54:20) A. Kawaljou (56:52) | 7:3 (0:0, 4:2, 3:1) | Norwegen T. Magnussen (27:38) Mat. Trygg (39:00) Mat. Trygg (55:30) | Jordal Amfi, Oslo Zuschauer: 1.785 |

| Pl. |             | Sp | S | U | N | Tore  | Punkte |
| 1.  | Deutschland | 3  | 2 | 1 | 0 | 10:06 | 5:1    |
| 2.  | Belarus     | 3  | 1 | 2 | 0 | 10:06 | 4:2    |
| 3.  | Ukraine     | 3  | 1 | 1 | 1 | 08:06 | 3:3    |
| 4.  | Norwegen    | 3  | 0 | 0 | 3 | 08:18 | 0:6    |

Abkürzungen: Pl. = Platz, Sp = Spiele, S = Siege, U = Unentschieden, N = Niederlagen

Erläuterungen: Qualifikant für die Olympischen Winterspiele

### Gruppe B
Das Turnier der Gruppe B wurde im österreichischen Klagenfurt am Wörthersee ausgetragen. Dort diente die maximal 5.088 Zuschauer beherbergende Stadthalle Klagenfurt als Spielstätte.
Wie die Gruppe A setzte sich auch die Gruppe B mit den gesetzten Mannschaften Österreichs und Lettlands sowie den Qualifikanten Frankreich und Dänemark aus drei A-Weltmeisterschaftsteilnehmern und einem Team aus der B-Weltmeisterschaft zusammen. Im Gegensatz zur Gruppe A konnten sich die drei favorisierten Teams aber problemlos durchsetzen. Bereits am ersten Spieltag setzte sich Lettland durch einen 4:2-Sieg über Dänemark an die Spitze der Tabelle. Währenddessen trennten sich Gastgeber Österreich und Frankreich mit einem 3:3-Unentschieden. Das Remis zwischen Lettland und Frankreich am zweiten Turniertag sowie der österreichische Sieg über die Dänen führten dazu, dass Österreich und Lettland als bereits qualifizierte Mannschaften ins Direktduell am Schlusstag gingen. Lediglich Frankreich benötigte im Spiel gegen Dänemark einen Punkt zur erfolgreichen Qualifikation. Durch einen knappen 2:1-Sieg erreichten die Franzosen als dritte Mannschaft der Gruppe schließlich das olympische Eishockeyturnier.
Der beste Scorer des Turniers war der Österreicher Gerald Ressmann mit sechs Scorerpunkten – allesamt Torvorlagen. Sein Landsmann Christoph Brandner wurde mit vier Toren bester Torschütze der Qualifikationsgruppe. Insgesamt besuchten 8.700 Zuschauer die sechs Qualifikationsspiele, was einem Schnitt von 1.450 pro Spiel entspricht.
| 8. Februar 2001 16:00 Uhr (Ortszeit) | Lettland V. Ignatjevs (20:56) H. Vītoliņš (34:23) V. Fanduls (47:46) A. Kerčs (54:50) | 4:2 (0:2, 2:0, 2:0) | Dänemark J. Nielsen (9:13) J. Duus (15:51) | Stadthalle, Klagenfurt am Wörthersee Zuschauer: 500 |

| 8. Februar 2001 19:30 Uhr | Frankreich J. Zwikel (14:23) M. Rozenthal (40:40) A. Briand (59:26) | 3:3 (1:1, 0:1, 2:1) | Österreich C. Perthaler (18:26) C. Brandner (33:40) C. Brandner (43:16) | Stadthalle, Klagenfurt am Wörthersee Zuschauer: 2.000 |

| 10. Februar 2001 16:00 Uhr | Lettland V. Ignatjevs (27:56) | 1:1 (0:1, 1:0, 0:0) | Frankreich A. Briand (9:40) | Stadthalle, Klagenfurt am Wörthersee Zuschauer: 1.500 |

| 10. Februar 2001 19:30 Uhr | Österreich H. Lindner (3:34) W. Kromp (16:28) C. Perthaler (26:18) H. Hohenberger (44:43) C. Brandner (57:07) P. Pilloni (59:30) | 6:2 (2:1, 1:0, 3:1) | Dänemark D. Jensen (7:00) M. True (46:53) | Stadthalle, Klagenfurt am Wörthersee Zuschauer: 3.000 |

| 11. Februar 2001 16:00 Uhr | Dänemark K. Staal (56:04) | 1:2 (0:0, 0:1, 1:1) | Frankreich F. Rozenthal (30:37) A. Briand (59:49) | Stadthalle, Klagenfurt am Wörthersee Zuschauer: 500 |

| 11. Februar 2001 19:30 Uhr | Österreich O. Setzinger (32:04) W. Kromp (33:40) C. Brandner (41:13) | 3:4 (0:1, 2:2, 1:1) | Lettland A. Beļavskis (6:04) V. Ignatjevs (21:53) A. Cipruss (22:42) J. Opuļskis (46:19) | Stadthalle, Klagenfurt am Wörthersee Zuschauer: 2.200 |

| Pl. |            | Sp | S | U | N | Tore  | Punkte |
| 1.  | Lettland   | 3  | 2 | 1 | 0 | 09:06 | 5:1    |
| 2.  | Frankreich | 3  | 1 | 2 | 0 | 06:05 | 4:2    |
| 3.  | Österreich | 3  | 1 | 1 | 1 | 12:09 | 3:3    |
| 4.  | Dänemark   | 3  | 0 | 0 | 3 | 05:12 | 0:6    |

Abkürzungen: Pl. = Platz, Sp = Spiele, S = Siege, U = Unentschieden, N = Niederlagen

Erläuterungen: Qualifikant für die Olympischen Winterspiele